# Задорный (сторожевой корабль)
«Задорный» — советский и российский сторожевой корабль проекта 1135, входивший в состав Северного флота СССР и России.

## История строительства
Корабль был зачислен в списки кораблей 16 мая 1977 года. 10 ноября 1977 года был заложен на стапеле судостроительного завода им. А. А. Жданова в Ленинграде (заводской номер 716). Спущен на воду 25 марта 1979 года, вступил в строй 31 августа того же года. 13 сентября после межфлотского перехода из Балтийска в Североморск был включён в состав Северного флота.

## История службы
- 10—30 апреля 1981 года — принимает участие в учении «Авангард-81».
- 5 июля 1981 года — участвует в учении «Север-81».
- 31 августа 1981 года — 7 марта 1982 года — боевая служба в Северной Атлантике.
- 19 сентября — 29 сентября 1983 года — принимает участие в учении «Океан-83» в составе КПУГ.
- 31 августа 1984 года — корабль объявлен лучшим противолодочным кораблём КСФ.
- Июнь — декабрь 1984 год — боевая служба в Средиземном, Карибском море, Центральной Атлантике.
- С 2 по 6 мая 1984 года нанёс визит в порт Алжир (Алжир). С 28 декабря 1984 года по 2 января 1985 года нанёс визит в Гавану (Куба) и далее был с визитом в г.Сьенфуэгос (Куба)[источник не указан 298 дней].
- 4 января — 25 июня 1987 года — боевая служба в Средиземном море, деловой заход в Тартус (Сирия).
- 26 мая — 15 декабря 1988 года — боевая служба в Средиземном, Саргассовом, Карибском море, Центральной Атлантике, деловой заход в Бенгази (Ливия).
- С 3 по 7 ноября 1988 года нанёс официальный визит в Гавану (Куба), с 8 по 10 ноября принял участие в совместных советско-кубинских военно-морских учениях, далее — деловой заход в порт Сьенфуэгос.
- 15 марта по 23 марта 1990 года переход корабля С СФ на Балтику
- С 1 января 1991 года — средний ремонт на ССЗ «Северной верфи».
- В 1991 году сторожевик «Задорный» участвовал в сопровождении тавкр "Адмирал Кузнецов".
- 26 июля 1992 года сменил Военно-морской флаг СССР на Андреевский.
- зима 1994 ходовые испытания и переход в Балтийск.
- В сентябре 1995 года корабль переходит в Видяево к постоянному месту базирования.
- в феврале 1996 года корабль участвует во встрече и сопровождении ТАВКР Адмирал Кузнецов, возвращавшегося из Средиземного похода.
- 1996 год — корабль участвует в параде Победы в городе-герое Мурманске, и Архангельске  — в честь 300-летия ВМФ.
- 1997 год — корабль объявлен лучшим кораблём 2 ранга на 2 дивизии противолодочных кораблей.
- 1997 год — корабль является кораблём-хозяином при встрече фрегата ВМС Великобритании «Айрон-Дюк»[англ.].
- 1998 год — корабль занял 2 место на 2 дивизии противолодочных кораблей, объявлен лучшим кораблём 2 ранга.
- 1999 год — по итогам зимнего периода корабль объявлен лучшим кораблём среди кораблей 2 ранга.
- Август 2001 года — участие в учении «Дервиш-2001» с фрегатом УРО «Кэмпбелтаун»[англ.] (Великобритания).
- 27 октября — 1 ноября 2001 года корабль принимал участие в учении под руководством командующего СФ по оказанию помощи аварийной ПЛ в Норвежском море в составе АСС «Алтай», ГС «Свирь».
- По итогам 2001 года корабль объявлен лучшим кораблём Северного флота ВМФ.[2]
- 8 мая — 10 мая 2002 года корабль принимал участие в торжествах по случаю 10 международного слёта ветеранов городов-героев стран СНГ, годовщины Великой Победы в Великой Отечественной войне.
- 6 сентября 2004 года корабль отметил своё 25-летие, выполняя задачи боевой подготовки в Баренцевом море.
- В период с 6 по 12 мая 2005 года выполнял задачи по обеспечению визита фрегата «Сазерленд»[англ.] ВМС Великобритании в городе Мурманск.
- 1 декабря 2005 года исключён из состава флота.
- 6 февраля 2006 года спущен военно-морской флаг.[3]

## Бортовые номера

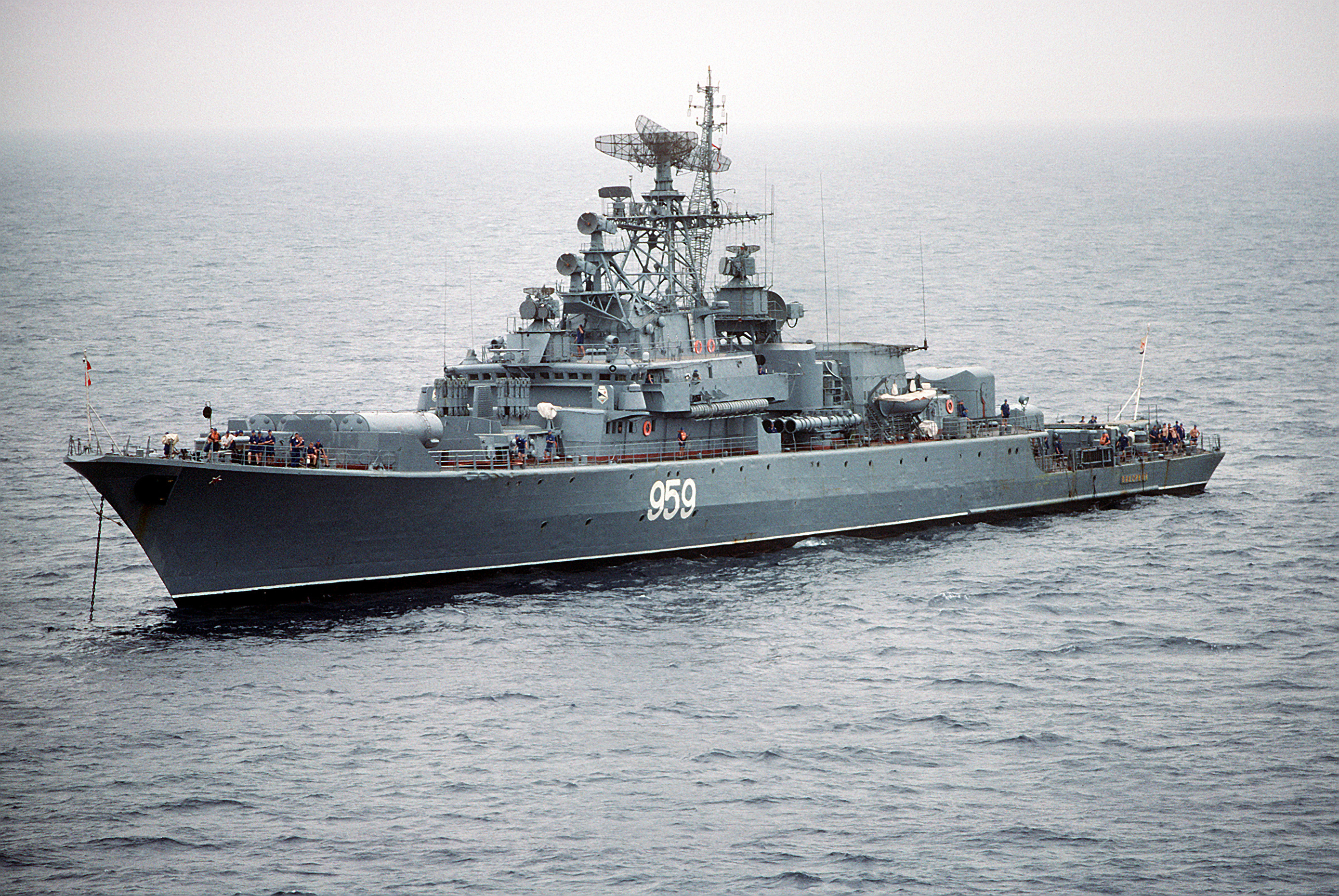
СКР «Задорный» 1 июня 1988 года в Средиземном море

Во время службы кораблю присваивались следующие бортовые номера: 520, 965, 909, 948 (1983 год), 937 (1985 год), 959 (1988 год), 955 (1998 год).